# تل العاصور تلمبة عرقية وبوابة فلسطين التاريخية
تل العاصور، يعد تلُّ العاصور ، المعروف أيضًا باسم جبل العاصور ، موقعًا تاريخيًّا هامًّا يقع في الضَّفَّة الغربيَّة من فلسطين ، على بعد 20 كيلومترًا شمال غرب القدس . يتميَّز التَّلُّ بموقعه الاستراتيجيِّ على قمَّة جبل يطلُّ على سهل مرج ابن عامر ، ممَّا جعله مركزًا هامًّا للحضارات القديمة على مرِّ العصور . تتميَّز قمَّته بأنَّها تكشف طول السَّاحل الفلسطينيِّ ومدينة تلِّ الرَّبيع ، إضافة إلى كشفها طول خطِّ نهر الأردنِّ ، ومناطق الشَّونة الأردنِّيَّة ، وغيرها . هو “ تلُّ العاصور ” أو “ جبل العاصور ” الَّذي يعتبر امتدادًا لسلسلة جبال القدس ، ويرتفع أكثر من 1016 مترًا عن سطح البحر ، حيث يعتبر رابع أعلى قمَّة في جبال فلسطين المحتلَّة .

## تاريخه[1]

### العصر الحجري الحديث
استيطان بشري يعود إلى العصر الحجري الحديث (8000-5000 ق.م).
اكتشاف أدوات حجرية وقطع فخارية تعود إلى تلك الحقبة.

#### العصر البرونزي
ازدهرت المدينة في العصر البرونزي (3500-1200 ق.م) كمركز تجاري وإداري هام.
تمّ بناء أسوار ضخمة حول المدينة، وشيدت معابد وقصور.
عُثر على العديد من القطع الأثرية من تلك الفترة، مثل:
الألواح الطينية المسمارية.
التماثيل والأدوات البرونزية.
المجوهرات والأواني الفخارية.

##### العصر الحديدي
استمرّت المدينة في الازدهار في العصر الحديدي (1200-586 ق.م).
تمّ بناء بوابة ضخمة في ذلك العصر، تُعرف باسم "بوابة تل العاصور".
عُثر على العديد من القطع الأثرية من تلك الفترة، مثل:
الأسلحة والأدوات الحديدية.
الأواني الفخارية المزخرفة.
العملات المعدنية.

###### العهود اللاحقة
تعرّضت المدينة للعديد من الحروب والغزوات عبر العصور.
تمّ هدمها وإعادة بنائها عدة مرات.
احتفظت المدينة بأهميتها كموقع استراتيجي على مرّ التاريخ.

##### الوضع الحالي
تقع تل العاصور تحت الاحتلال الإسرائيلي.
تتعرض التلّة لخطر الاستيطان والتهويد.
تُبذل جهود للحفاظ على التلّة كموقع أثري هام.

## وصف لطبيعة تل العاصور[2]

### شكل تل العاصور
يُشبه تل العاصور هرمًا مقلوبًا، حيث تتسع قاعدته وتضيق قمته. تُغطي التل طبقة من التربة الخصبة، ممّا يجعله مناسبًا للزراعة.

### النباتات في تل العاصور
تُغطي أشجار الزيتون واللوز والعنب معظم أجزاء التل. تنمو أيضًا العديد من الأعشاب والنباتات البرية على التل.

#### الحيوانات في تل العاصور
يُمكن العثور على العديد من الحيوانات في تل العاصور، مثل:
●       الغزلان.
●       الأرانب.
●       الثعالب.
●       الطيور.

### المناخ في تل العاصور
يتميز تل العاصور بمناخ معتدل، حيث يكون الشتاء باردًا ممطرًا والصيف حارًا وجافًا.

### الجمال الطبيعي
يُعدّ تل العاصور موقعًا ذا جمال طبيعي فريد. يُمكن للزوار الاستمتاع بمناظر خلابة للسهل والجبال المحيطة. كما يُمكنهم التجول في التل واكتشاف التاريخ العريق الذي يزخر به.